# Wendy James
Pour les articles homonymes, voir James.
Wendy James, née à Sydneyen 1966, est une autrice australienne de roman policier.

## Biographie
Wendy James fait des études à l'université de Sydney, à l'université technologique de Sydney et à l'université de Nouvelle-Angleterre à Armidale.
En 2005, elle publie son premier roman policier, Out of the Silence: A Story of Love, Betrayal, Politics and Murder, pour lequel elle est lauréate du prix Ned Kelly 2006 du meilleur premier roman.

## Œuvre

### Romans

#### Romans policiers
- Out of the Silence: A Story of Love, Betrayal, Politics and Murder (en) (2005)
- Where Have You Been? (2010)
- The Golden Child (2017)

#### Autres romans
- The Steele Diaries (2008)
- The Mistake (2014)
- The Lost Girls (2014)

### Recueil de nouvelles
- Why She Loves Him (2009)

## Prix et distinctions

### Prix
- Prix Ned Kelly 2006 du meilleur premier roman pour Out of the Silence: A Story of Love, Betrayal, Politics and Murder[2]

### Nomination
- Prix Ned Kelly 2017 du meilleur roman pour The Golden Child[2]